# Cheilolejeunea pocsii
Cheilolejeunea pocsii là một loài Rêu trong họ Lejeuneaceae. Loài này được E.W. Jones mô tả khoa học đầu tiên năm 1988.